# Marc Lee

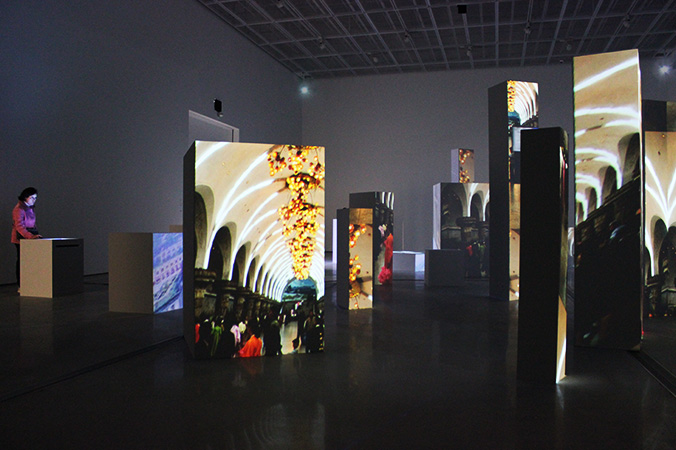
Installation 10.000 Moving Cities, 2013, Nationalmuseum für moderne und zeitgenössische Kunst, Seoul

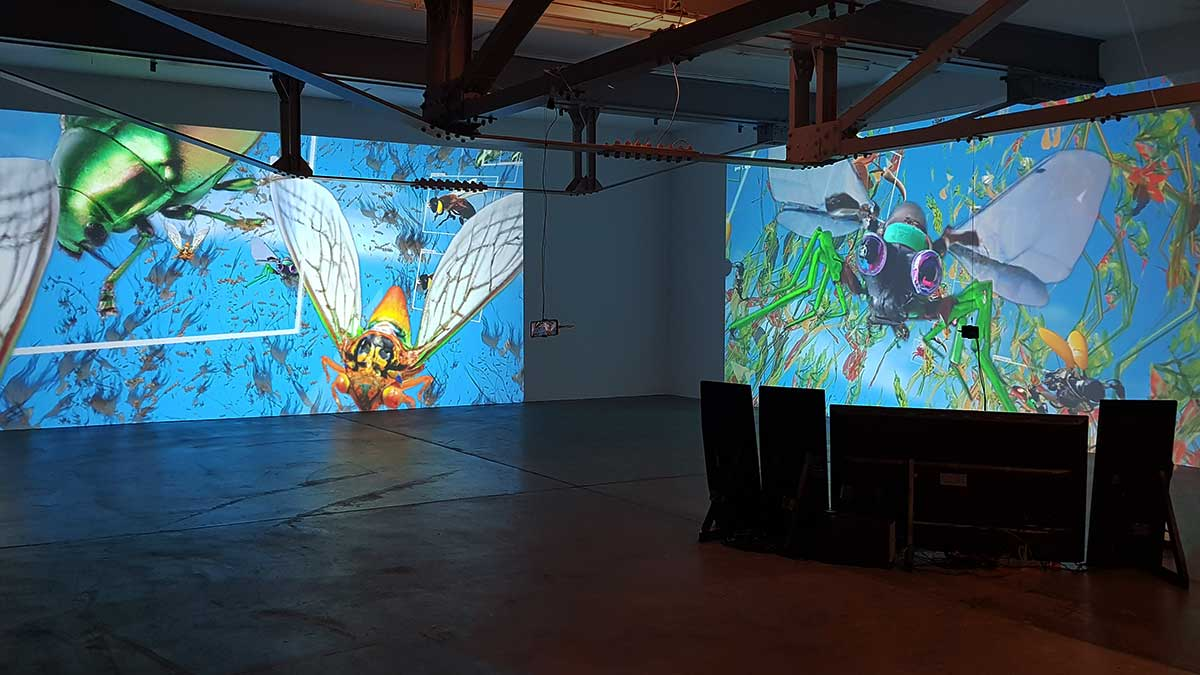
Installation Speculative Evolution, 2024, Kunsthalle Schaffhausen

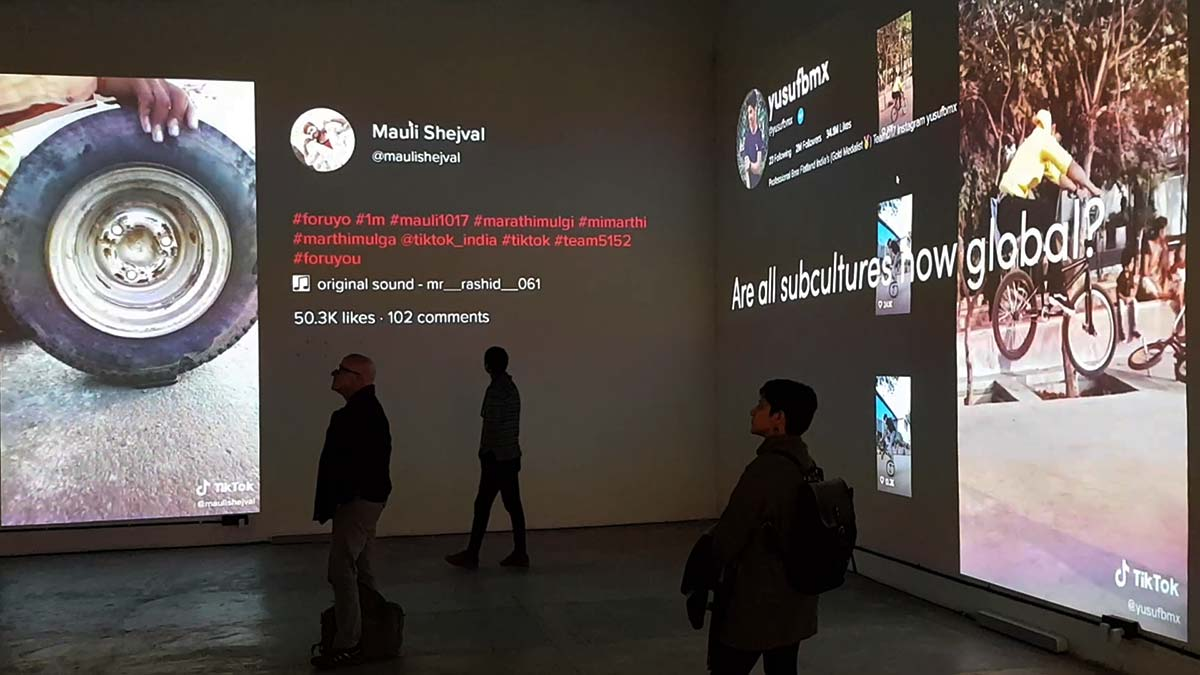
Unfiltered – Tiktok and the Emerging Face of Culture, 2020, SPACE10, India Art Fair New Delhi

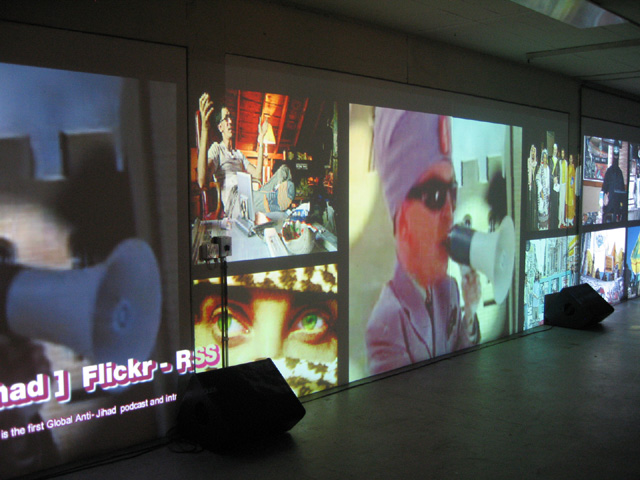
Installation Breaking The News, 2007, Dock18, Zürich

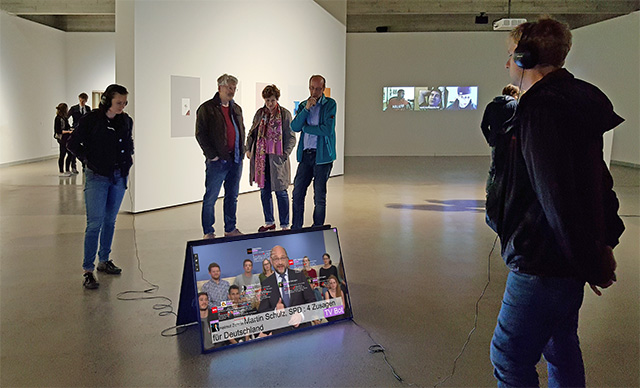
TV Bot, 2017, Port25, Mannheim

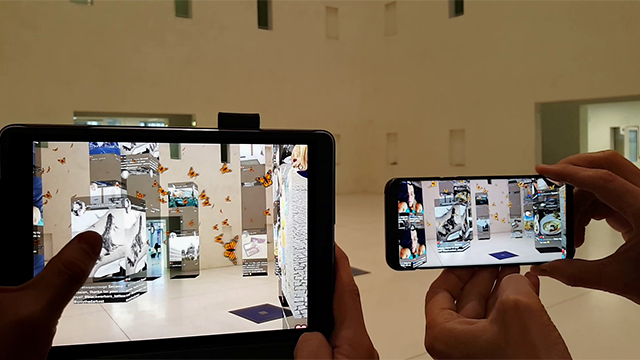
10.000 Moving Cities, Augmented Reality, 2018, Stadtbibliothek, Stuttgart

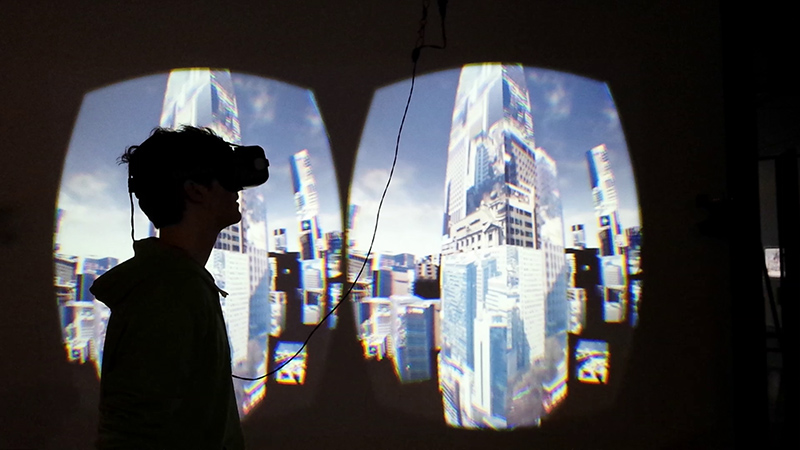
10.000 Moving Cities, Virtual Reality, 2015, ZKM, Karlsruhe

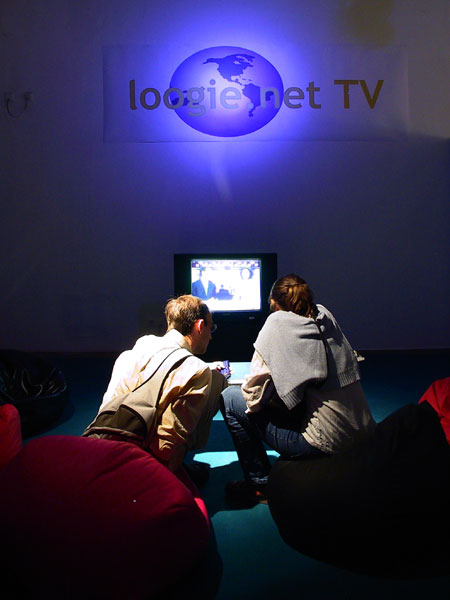
Installation Loogie.net TV, 2004, Ars Electronica, Linz

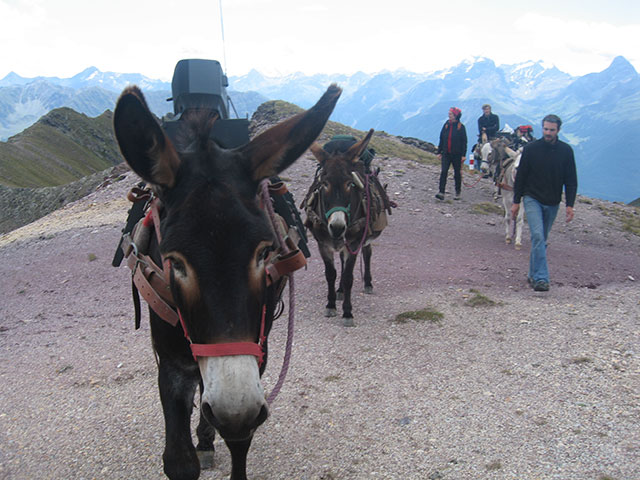
Experiment Media Donkeys, 2011, Martüel, Schweiz

Marc Lee (* 17. März 1969 in Knutwil, Luzern) ist ein Schweizer Medienkünstler. Er kreiert interaktive Installationen, Netzkunst, Performance- und Videokunst.

## Leben
Von 1995 bis 1999 studierte er am Studienbereich Bildende Kunst der Schule für Gestaltung Basel und von 2000 bis 2003 am Studienbereich Neue Medien der Zürcher Hochschule der Künste.
Er experimentiert mit Informations- und Kommunikations-Technologien und ortet Themencluster, die kulturelle, kreative und ökonomische und politische Aspekte enthalten und für Kommunikationsprozesse in digitalen Netzwerken wichtig sind. Die Arbeiten sind kritische Auseinandersetzungen mit diesen Themen.
Marc Lee hat an Medienkunstausstellungen ausgestellt wie ZKM Karlsruhe, New Museum of Contemporary Art New York, Transmediale Berlin, Ars Electronica Linz, Contemporary Art Biennale Sevilla, Viper und Shift Basel, Read_Me Festival Moskau, CeC Delhi, MoMA Shanghai, ICC Tokyo und Nationalmuseum für moderne und zeitgenössische Kunst Seoul.
Er hat viele Preise und Anerkennungen erhalten wie beispielsweise die Interaction und Software Awards der Transmediale Berlin und der Social Media Art Award der Phaenomenale Science & Art Festival Wolfsburg. Seine Kunstprojekte sind in privaten und öffentlichen Sammlungen wie dem Bundesamt für Kultur in Bern und dem ZKM Karlsruhe.
Er hält Vorträge und Workshops über Kunst und Soziale Medien, Medien Hacking, Digitale Kunst und Netzwerkkultur in vielen Ländern und Hochschulen wie Chinesische Hochschule der Künste (ACC) Hangzhou, Shanghai Institute of Visual Art (SIVA), Strelka Institut Moskau und der Zürcher Hochschule der Künste (ZHdK).

## Kunstprojekte (Auswahl)
- 10.000 Moving Cities – Same but Different untersucht, wie unser Planet immer homogener wird und wie aufgrund der Globalisierung immer mehr „Orte ohne lokale Identität“ schafft – wie in Marc Augés Essay Nicht-Ort (1992) beschrieben. In 10.000 Moving Cities haben alle Städte die identischen Gebäude, aber die Informationen auf den Gebäudefassaden sind unterschiedlich und erneuern sich ständig. Sie werden in Echtzeit in sozialen Netzwerken über den gewählten Ort gesucht. Dieses experimentelle Forschungsprojekt wird von Marc Lee in Zusammenarbeit mit dem Intelligent Sensor-Actuator-Systems Laboratory (ISAS) am Karlsruher Institut für Technologie und dem ZKM Zentrum für Kunst und Medien Karlsruhe entwickelt. Bisher sind vier Versionen entstanden:[4] Augmented Reality (AR) Version, Virtual Reality (VR) Version, Mobile App Version und eine Real Cubes Version. Diese Versionen sind technologisch sehr unterschiedlich, behandeln aber das gleiche Thema. Eine bemerkenswerte groß angelegte Ausstellung war die Premierenausstellung Connecting_Unfolding des Nationalmuseums für moderne und zeitgenössische Kunst Seoul.[5]
- Unfiltered – TikTok and the Emerging Face of Culture ist eine „immersive Installation“. Sie erforscht den Einfluss der digitalen Zugänglichkeit und hinterfragt deren Auswirkungen auf das öffentliche Bewusstsein, die visuelle Ästhetik und die Identitätsstrukturen. Mit dem zunehmenden Zugang zu sozialen Medien werden digitale Hierarchien aufgebrochen. Plattformen wie TikTok sind das neue Sprachrohr, deren Einfluss nicht mehr auf die urbane Elite beschränkt ist.[6]
- Echolocation – Mapping the Free Flow of Information Around the World in Realtime beschäftigt sich mit kultureller Vielfalt und gleichzeitig mit der mächtigen Homogenisierung. Es stellt Fragen nach dem Sinn unserer Kultur, die sich immer ähnlicher wird.[7] In Echolocation kann man einen beliebigen Ort auf einer Karte auswählen und sich durch Geschichten bewegen, die von dort aus von anderen in sozialen Netzwerken wie YouTube, Flickr und Twitter gesendet wurden.
- Corona TV Bot ist die aktuelle Version von Marc Lees TV Bot, einem 2004 gestarteten Projekt, das die neuesten Twitter- und YouTube-Posts nach selbst definierbaren Schlüsselwörtern oder Hashtags filtert. Als Reaktion auf die COVID-19-Pandemie werden die neuesten Twitter- und YouTube-Posts über COVID-19 und Coronavirus in einem wilden, kontinuierlichen TV-Show-Feed vermittelt und spiegeln die COVID-19-Pandemie 24/7 online wider. Seit dem Ausbruch der COVID-19-Pandemie werden jede Woche eine 6-stündige Sendung aufgezeichnet. Diese Ressourcen können in einer chronologischen Reihenfolge verglichen werden, um kulturelle, wirtschaftliche und politische Faktoren, Unterschiede, Entwicklungen und Veränderungen greifbar zu machen.[8][9]
- 360° VR Mobile Art Apps sind Forschungsprojekte für interaktive Kunstinstallationen.[10] Man kann mit Smartphones oder Tablets interagieren und zum Performer werden. Das mobile Display wird auf eine oder mehrere Wände im Ausstellungsraum projiziert. Die Raumklänge werden speziell für die Apps komponiert und reagieren auf Bewegungen und die Navigationsarten.[11][12]
- Political Campaigns – Battle of Opinion on Social Media In politischen Kampagnen auf der ganzen Welt liefern sich Anhänger gegnerischen Parteien hitzige Gefechte in den Social Media. “Political Campaigns” filtert die neuesten Twitter-, Instagram- und YouTube-Posts, die Suchbegriffe von Spitzenkandidaten oder Parteien enthalten, und verwebt sie zu einer wilden TV-Nachrichtensendung (24/7). Was heute zählt, sind Likes und Retweets, die im Kampf um den Sieg über den Bildschirm wandern und ihren aktuellen Online-Marktwert anzeigen. Eine netzbasierte TV-Show, die uns mit Meinungen konfrontiert, die nicht nur Varianten unserer eigenen widerspiegeln.[13][14]
- Pic-Me – Fly to the Locations Where Users Send Posts Mit Pic-Me kann man virtuell zu den Orten fliegen, von denen aus Personen Beiträge an Instagram senden, und bietet so einen anderen Einblick, wie Medien mit Beiträgen in sozialen Netzwerken umgehen. Diese Arbeit regt zum Nachdenken an, was mit den riesigen Datenmengen passiert, welche weltweit von Menschen erzeugt und von Institutionen gesammelt werden.[15][16]
- Loogie.net generiert auf Knopfdruck Fernsehnachrichtensendungen zu selbst gewählten Themen. Der erste gegründete „interaktive Nachrichtenfernsehsender“ im Jahr 2003. Dieses Forschungsprojekt ist TV-Nachrichtensender, Mediensatire und Kunstinstallation zugleich.[17]
- Breaking the News – Be a News-Jockey Informationen zu selbst gewählten Themen werden in Echtzeit automatisch aus dem Internet übertragen und auf vier Großprojektionen audiovisuell dargestellt. Der Benutzer wird zum Live-Performer, zum News-Jockey.[18][19] About News-Jockey:„Freunde fragen: Kannst du mir helfen eine News zu erfinden die ich mag? Diese Fragen entwickelten sich oft zu interessanten Gesprächen. Freunde erzählten uns ihre Lieblingsschlagzeilen, und wir antworteten mit neuen Geschichten. Es entstanden Witze, dass wir ihre persönlichen News-Jockeys seien. Wir haben Breaking The News kreiert, dass wir dieselbe Art Gespräche mit Dir führen können.“ (Marc Lee: Meisterwerke der Medienkunst, Zentrum für Kunst und Medientechnologie Karlsruhe)
- Used to be my home too kartografiert in Echtzeit die biologische Vielfalt und gleichzeitig das kontinuierliche Artensterben. In diesem Experiment fliegt man via Google Earth kontinuierlich genau zu den Orten, an denen gerade jetzt Naturbeobachtungen fotografiert und an iNaturalist gesendet werden. Dazu werden in Echtzeit via RedList.org taxonomisch ähnliche Pflanzen-, Pilz- und Tierarten zugeordnet, die im selben Land vorkamen oder innerhalb der letzten 30 Jahren ausgestorben sind.[20]
- YANTO – yaw and not tip over ist eine spekulative Simulation über die Zukunft der Aquakultur, die die Grenzen technologischer Lösungsansätze gegen Artenschwund und Klimakollaps wie Gentechnik, synthetische Biologie und künstliche Intelligenz hinterfragt. Die Erzählung spielt in einer spekulativen Umgebung, in der künstliche Intelligenz und synthetische Biologie zusammenarbeiten, um eine optimierte Umgebung für gezüchtete Arten zu schaffen. Ein von KI betriebener Simulator erschafft hybride Arten, um ein empfindliches Ökosystem auszugleichen.[21]
- Speculative Evolution stellt sich ein spekulatives Ökosystem in 30 Jahren vor, in der künstliche Intelligenz und Biotechnologie zusammenarbeiten, um Arten zu kreieren und zu optimieren, die der zunehmend feindlichen Umwelt standhalten können. Durch die Perspektive eines KI-Simulators wird das Publikum eingeladen, neue Pflanzen-, Pilz-, Tier- und Robotervariationen zu kreieren, mit diesen mutierten Arten zu fliegen und das sich verändernde Ökosystem zu beobachten.[22]

## Ausstellungen (Auswahl)
- 2024 – Der Sammlung zugeneigt - Konstellation 1, Fotomuseum Winterthur, Winterthur, Schweiz[23]
- 2023 – Transmediale Festival, Akademie der Künste, Berlin, Deutschland[24]
- 2022: Swiss Media Art - Pax Art Awards, HEK (Haus der Elektronischen Künste), Basel, Schweiz[25]
- 2022: Infrastrukturen, Galerie für Gegenwartskunst E-Werk, Freiburg, Deutschland[26]
- 2022: Hacking Identity - Dancing Diversity, European Capitals of Culture, Möllerei Esch, Luxemburg[27]
- 2021: Super Fusion Chengdu Biennale, Chengdu Museum of Contemporary Art and Tianfu Gallery, Chengdu, China[28]
- 2021: Advance and retreat of globalization, Macao International Art Biennale, Art Macao Main Ausstellung, Macao[29]
- 2020: Unfiltered, SPACE10, New Delhi, India[30]
- 2020: Stormy Weather, Kunstraum Niederoesterreich, Wien, Österreich
- 2020 – Schafhof - European Center for Art Upper Bavaria sculpture garden, Freising, Germany[31]
- 2019: Internationales Symposium für elektronische Kunst (ISEA) jurierte Ausstellung, Asia Culture Center (ACC), Gwangju, Südkorea[32]
- 2019: FILE SAO PAULO 2019, Electronic Language international Festival SESI Gallery, São Paulo, Brasilien[33]
- 2019: CYFEST-12: ID, The International Media Art Festival, St. Petersburg, Russland
- 2019: Moving Cities, Roehrs & Boetsch, Zürich, Schweiz
- 2019: Marc Lee, Annka Kultys Gallery, London, England[34]
- 2018: Same but Different, Synthesis Gallery, Berlin, Deutschland
- 2017–2018: Ästhetik der Veränderung, MAK - 150 Jahre Universität für angewandte Kunst Wien, Österreich
- 2017–2018: Open Codes, ZKM, Karlsruhe, Deutschland[35]
- 2017–2021: Weltuntergang – Ende ohne Ende, Naturhistorisches Museum Bern, Schweiz
- 2017: VIRTUALITIES AND REALITIES, RIXC Art Science Festival, Center for New Media Culture, Riga, Lettland[36]
- 2017: Kein Bild ist ein Insel, Biennale für aktuelle Fotografie, Port25 und Buchhandlung Thalia, Mannheim, Deutschland
- 2017: Bubbling Universes, FILE FESTIVAL, Sao Paulo, Brasilien[37]
- 2017: DEMO DAY, Kunstraum LLC, Brooklyn New York, USA
- 2017: Non-Places, Galerie b, Stuttgart, Deutschland[38]
- 2017: Die ungerahmte Welt, HeK, Basel, Schweiz[39]
- 2016–2017: New GamePlay, Nam June Paik Art Center, Seoul, Korea[40]
- 2016: The Show Must Go On, Situations, Fotomuseum Winterthur, Schweiz[41]
- 2016: Biennial Update_6 / NTAA, Zebrastraat Ghent, Belgien
- 2016: PHOTOFAIRS, Shanghai, International Art Fairs, Shanghai, China
- 2016: Cinnamon Colomboscope, Colombo, Sri Lanka
- 2016: Festival Images, Vevey, Schweiz
- 2016–2021: GROSS, Museum der Kulturen Basel, Schweiz
- 2015–2016: GLOBALE: Global Control and Censorship, ZKM Karlsruhe, Deutschland[42]
- 2015–2016: GLOBALE: Infosphäre, ZKM Karlsruhe, Deutschland[43]
- 2015: 18th Japan Media Arts Festival, National Art Center, Tokyo, Japan
- 2015: Realtime Stories, Aktionshalle, roten Fabrik, Dock18 Zürich, Schweiz
- 2014: Swiss Art Awards, Art Basel, Schweiz
- 2013: Connecting_Unfolding, MMCA - Nationalmuseum für moderne und zeitgenössische Kunst, Seoul, Korea
- 2012: Digital Art Works, The Challenges of Conservation, ZKM, Karlsruhe, Deutschland[44]
- 2011: Gateways. Kunst und vernetzte Kultur, Kumu Art Museum, Tallinn, Estland
- 2010: Imagining Media, ZKM Karlsruhe, Deutschland
- 2009: Pyramid, Public Space beim Banaswadi Bahnhof, Bengaluru, Indien
- 2008–2009: YOU_ser. Das Jahrhundert des Konsumenten, ZKM, Karlsruhe, Deutschland[45]
- 2008: 5th Seoul International Media Art Biennale, Seoul Museum of Art, Seoul, Korea
- 2007: You_ser. Das Jahrhundert des Konsumenten, ZKM, Karlsruhe, Deutschland
- 2006: 404 Objects Not Found, Total Museum of Contemporary Art, Seoul, Korea
- 2005: Mapping new Territories, with 56k-bastard.tv, Kunsthalle St. Gallen, Schweiz
- 2004–2007: Algorithmic Revolution, ZKM Medienmuseum, Karlsruhe, Deutschland
- 2004: Transmediale.04 Festival „Fly Utopia!“, Berlin, Deutschland
- 2003: Bienal de Video Nuevos Medios, Presented from the Transmediale Festival, Santiago de Chile
- 2003: Ars Electronica, CODE Campus, Linz, Austria
- 2002: Transmediale.02 Festival „Go Public!“, Berlin, Deutschland
- 2002: Open_Source_Art_Hack, Zenith Media Lounge, New Museum, New York, USA

## Auszeichnungen (Auswahl)
- 2024: Expanded Media Preis für Network Culture, Stuttgarter Filmwinter, Deutschland (2024)[46]
- 2021: Pax Art Award 2021 - HEK (Haus der Elektronischen Künste) (2021)
- 2020: Pro Helvetia Research Residency, Neu-Delhi und Kolkata, Indien, 2020
- 2017 und 2018: Shortlist des Net-Based Art Awards, Kunstbulletin und HeK, Schweiz
- 2017: Bogdanka Poznanović Award for the best Media Installation, Live piece, Software, URL, 21st Videomedeja[47]
- 2015: Social Media Art Award, Phaenomenale 2015, Wolfsburg, Deutschland[48]
- 2014: Japan Media Arts Festival, Art Division, Jury Selection, Tokyo, Japan
- 2010: ZKM Stipendium in Karlsruhe, Januar–März 2010
- 2009: Pro Helvetia Residency in Bangalore, Januar–Juni 2009
- 2008: Netzkunst Wettbewerb für Internet, Hamburg, Deutschland
- 2008: SuMa Award 2008, Berlin, Deutschland
- 2006: Viper International Award 2006 in der Kategorie „Transposition“, Basel, Schweiz
- 2005: Viper 2005, Nomination, Basel
- 2004: Switch Award 2004, Nomination, Bern
- 2003: Honorary Mentions, Mediankunst Festival Ars Electronica Prices, Linz, Österreich
- 2003: Förderpreis 2003, Award of University of Art and Design, HGK Zürich, Schweiz
- 2003: tpc CreaTVty award 2003 of new media, TPC Zürich, Schweiz
- 2002: Viper Swiss Award 2002 „for Newcomers“, Basel
- 2002: Read_Me Festival 2002, „Honorary Mention“, Moskau
- 2002: Transmediale 2002 „Honorary Mention“ in der Kategorie „Interaction“, Berlin
- 2002: Transmediale Public Vote Award 2002 in den Kategorien „Interaction“ and „Software“, Berlin
- 2002: Transmediale Award 2002 in the category „Software“, Berlin

## Schriften (Auswahl)
- 2020: post-futuristisch, KUNSTFORUM International, Bd. 267[49]
- 2019: LUX AETERNA - ISEA 2019 Art, Catalogue[50]
- 2019: xCoAx 2019: Proceedings of the Seventh Conference on Computation, Communication, Aesthetics and X[51]
- 2019: FILE SÃO PAULO 2019: 20 Years of FILE 20 Years of Art and Technology (ISBN 9788589730297)
- 2019: Research TECHNOLOGY URBANITY, Schafhof - Europäisches Zentrum für Kunst Oberbayern[52]
- 2019: Marc Lee: Non-Places, Annka Kultys Gallery
- 2018: The Internet of other people’s things, Book (ISBN 978-3-9504200-1-2)
- 2018: Faceless – Re-inventing Privacy Through Subversive Media Strategies (ISBN 978-3-11-052771-1)
- 2018: Medienkunst in der Schweiz / Media Arts in Switzerland (ISBN 978-3-85616-867-4)
- 2017: Farewell Photography, Biennale für aktuelle Fotografie (ISBN 9783960982050)
- 2017: Bubbling Universes – FILE SÃO PAULO 2017 (ISBN 9788589730235)
- 2017: DIE UNGERAHMTE WELT, Virtuelle Realität als künstlerisches Medium, Sabine Himmelsbach(ISBN 978-3-85616-850-6)
- 2017: New Gameplay – Nam June Paik Art Center, Jinsuk Suh (ISBN 978-89-971283-3-4)
- 2016: Update 6, New Technological Art Award. International Exhibition (ISBN 9789492321473)
- 2016: Festival Images Vevey 2016 (ISBN 9782970081777)
- 2015: Poetics and Politics of Data, HeK, S. Himmelsbach und C. Mareis (ISBN 978-3-85616-681-6)
- 2015: 18th Japan Media Arts Festival, Award-winning Works, Tokyo
- 2014: Inauguration, National Museum of Modern and Contemporary Art, Korea (ISBN 978-89-6303-069-2)
- 2014: Chinese magazine Art Times, email interview Marc Lee
- 2014: LandEscape Art Review November 2014 Special Issue
- 2013: Preservation of Digital Art, Theory and Practice (ISBN 978-3-7091-1469-8)
- 2012: Meisterwerke der Kunst - Medienkunst (ISBN 978-3-7883-9215-4)
- 2012: Big News, Art World Magazine Shanghai (ISSN 1005-7722)
- 2011: gateways. Art and Networked Culture (ISBN 978-3-7757-2796-9)
- 2010: Was tun. Figuren des Protests. Taktiken des Widerstands (ISBN 3-99014-014-0)
- 2010: Owning Online Art – Selling and Collecting Netbased Artworks 2010, FHNW, Basel
- 2008: Mediale Kunst Zürich. 13 Positionen (ISBN 978-3-85881-210-0)
- 2008: Digital Playground 2008, "Hack the City!" (ISBN 978-89-961789-0-3)
- 2006: 404 Object Not Found_Seoul 2006
- 2005: Mapping New Territories. Schweizer Medienkunst International (ISBN 978-3-85616-238-2)
- 2004: Digitale Transformationen, whoiswho.de (ISBN 3-934013-38-4)
- 2004: read_me, Software Art & Cultures Edition 2004 (ISBN 87-98844-040)
- 2004: MetaWorx – Young Swiss Interactive. Approaches to Interactivity (ISBN 3-7643-0089-2)
- 2004: 56kTV - bastard channel MAGAZIN[53]